# Stro

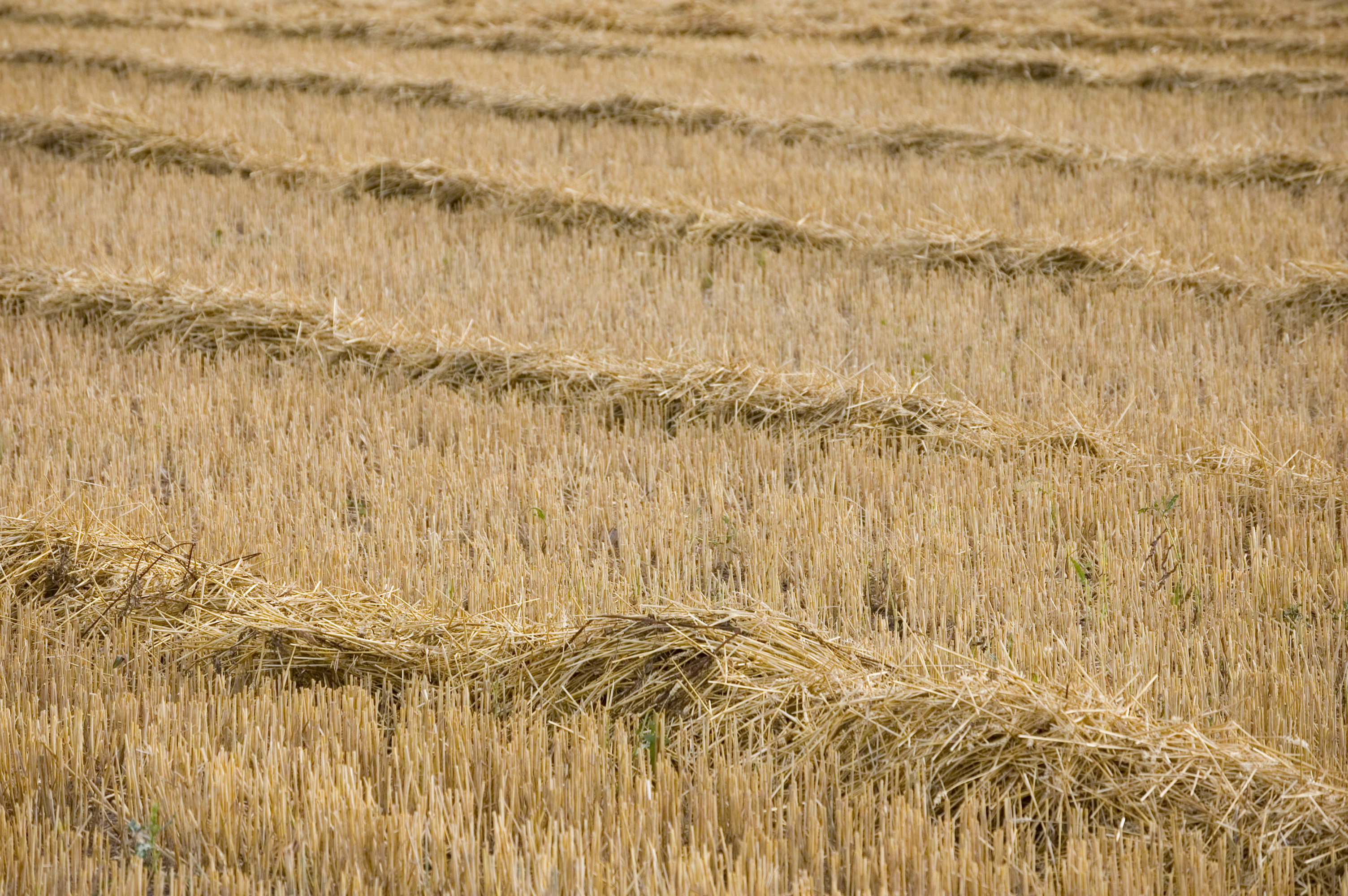
Rijen stro; achtergelaten door een maaidorser tijdens de oogst

Stro bestaat uit de droge bloeistengels van graanplanten. Bij het maaidorsen van graan blijven de plantenstengels met de uitgedorste aren achter op het land. Deze worden tot grote ronde balen opgerold of tot rechthoekige strobalen (stropakken) samengeperst. Ook wordt meer en meer stro; egaal verspreid over het land door de maaidorser; ondergeploegd.

## Strosoorten
De volgende soorten stro worden onderscheiden:
- Tarwestro
- Gerstestro
- Haverstro
- Roggestro
- Stro van peulvruchten

### Tarwestro en gerstestro
Van het in Europa geproduceerde stro bestaat 80% uit tarwe- en gerstestro. Gerstestro heeft een iets hogere voedingswaarde dan tarwestro, maar het neemt minder makkelijk vocht op.

### Roggestro
Roggestro is lang stro, dat vroeger gebruikt werd voor het maken van onder andere bijenkorven, manden, strooiendaken en stropoppen ter afdichting tegen sneeuw van daken met holle dakpannen.

## Toepassingen

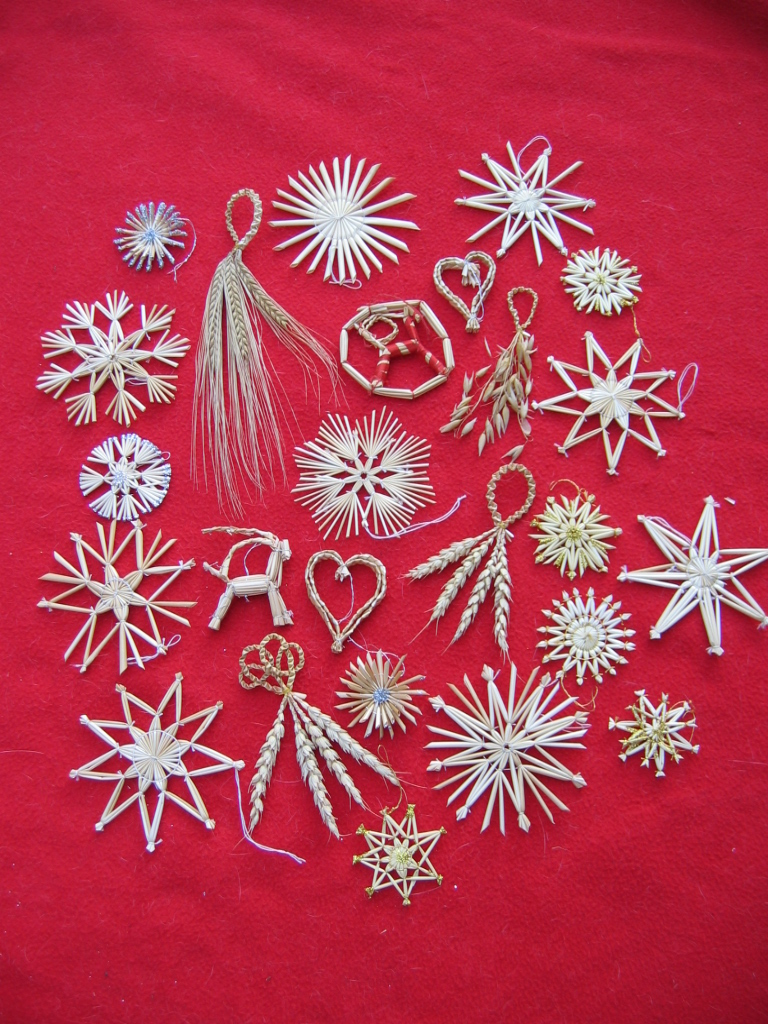
In veel landen is het maken en plaatsen van kerstversiering gemaakt van stro een kerstgebruik

### Strokarton
In het verleden was er in de veenkoloniën een bloeiende strokartonindustrie. Het ontsluiten van het stro gaf echter veel milieuvervuiling. Nu gebruiken deze fabrieken nog uitsluitend oud papier voor de kartonfabricage.

### Compost
Tarwestro wordt vaak gebruikt voor het maken van compost.

### Verpakkingsmateriaal
Stro leent zich goed voor het verpakken van breekbare goederen, zie strohuls.

### Bouwmateriaal
Vierkante strobalen, voornamelijk van tarwe maar ook van rijst en andere gewassen, worden in de bouw gebruikt.
Er zijn gebouwen waarin de strobalen de constructie en het dak dragen, in deze streken wordt meer gewerkt met houtskeletbouw waarbij de strobalen als isolatiemateriaal worden gebruikt. Tegen de strowand wordt leem of ander pleistermateriaal gesmeerd om het binnendringen van vocht te voorkomen. Dit geeft zeer goed geïsoleerde huizen. Ook in Nederland komen sinds 2002 enkele huizen van stro voor, onder andere in het Friese Koudum, in het Zeeuwse Ouwerkerk en sinds 2006 in Almere in de nieuwe ecologische woonwijk De Buitenkans.

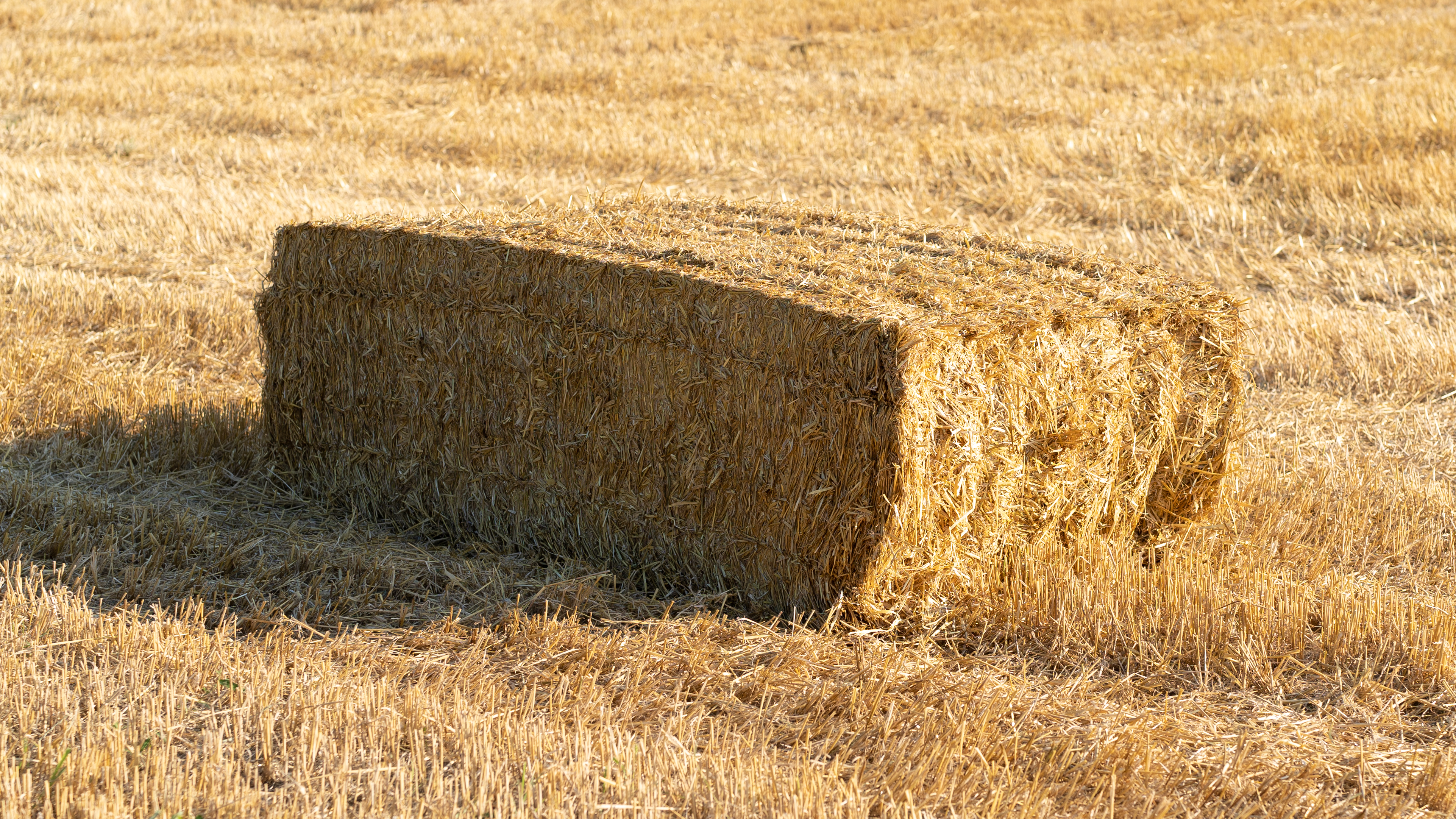
Rechthoekige strobaal; ideaal om door een stroblazer in stallen verdeeld te worden

### Bedding in stallen
Vroeger werd stro veel gebruikt in stallen bij runderen, paarden en schapen. Stro vermengd met de uitwerpselen van dieren wordt stalmest genoemd.

### Teelt
Tarwestro wordt ook gebruikt bij de teelt van aardbeien. Het stro wordt tussen de rijen gelegd, waardoor de vruchten schoon blijven. Stro is een prima afdekmiddel om vorstschade bij planten te voorkomen.

### Brandstof
Er wordt onderzoek gedaan naar de toepassing van stro als brandstof voor de elektriciteitsproductie. Daarmee zou de netto uitstoot van het broeikasgas CO2 kunnen worden verlaagd.

### Corndollies
Een oud gebruik is het vlechten met stro tot figuren, de zogenaamde graanpop. Een moderne variant is het bouwen van sculpturen.

## Galerij

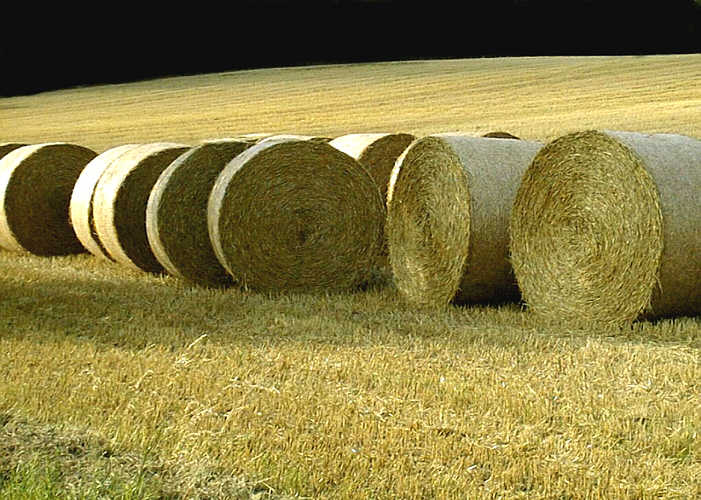
Ronde strobalen
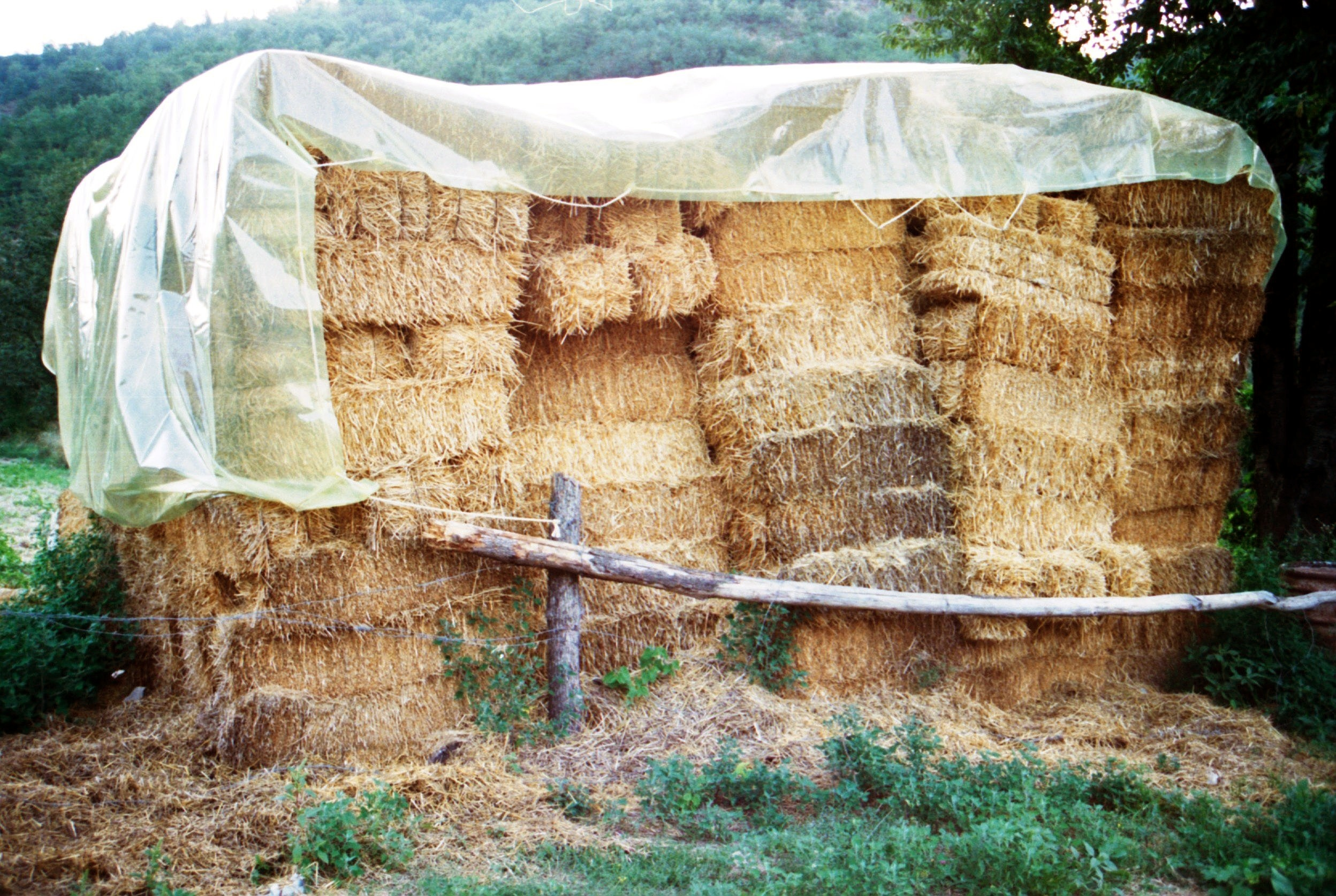
Stropakken
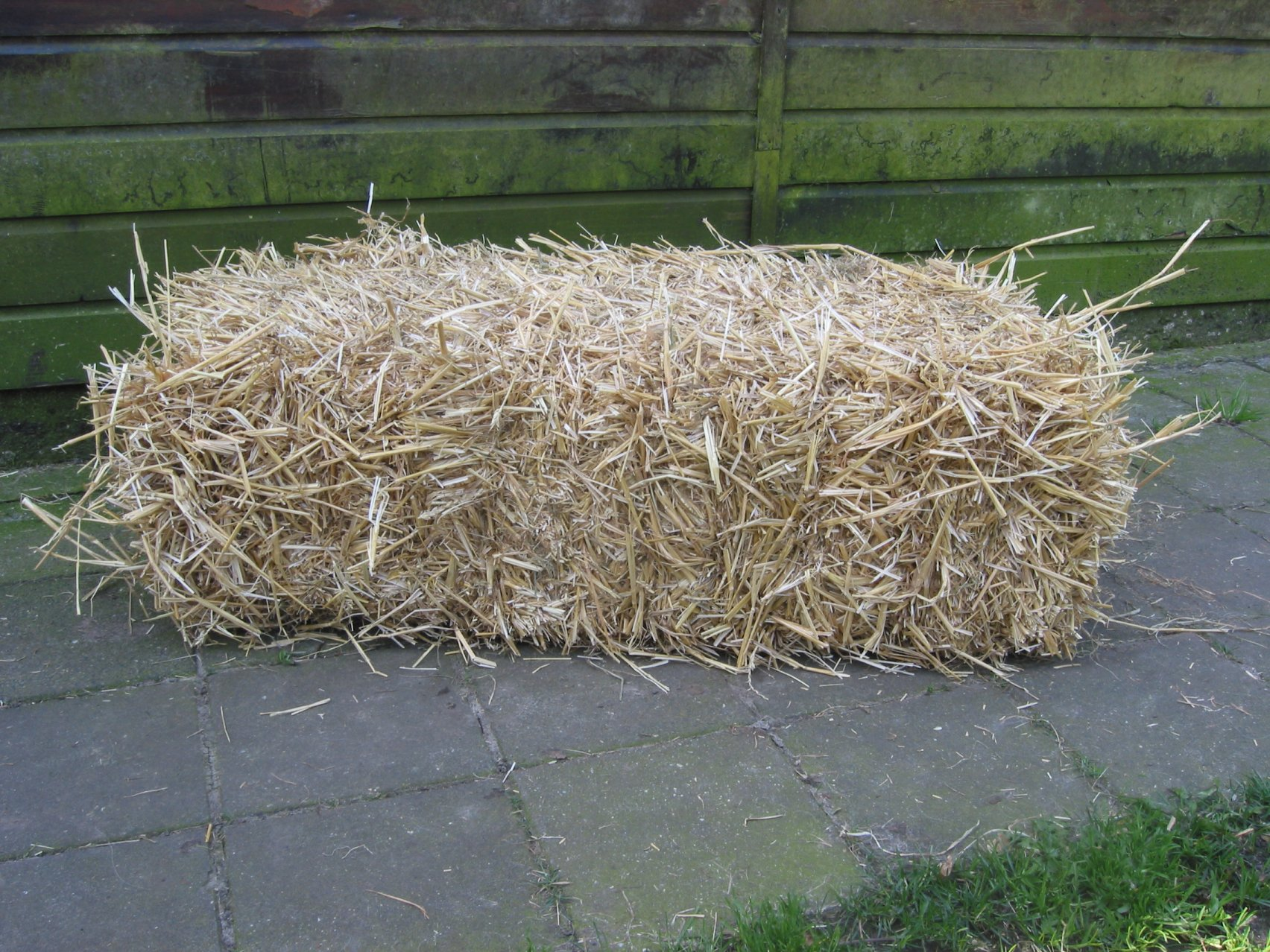
Tarwestro
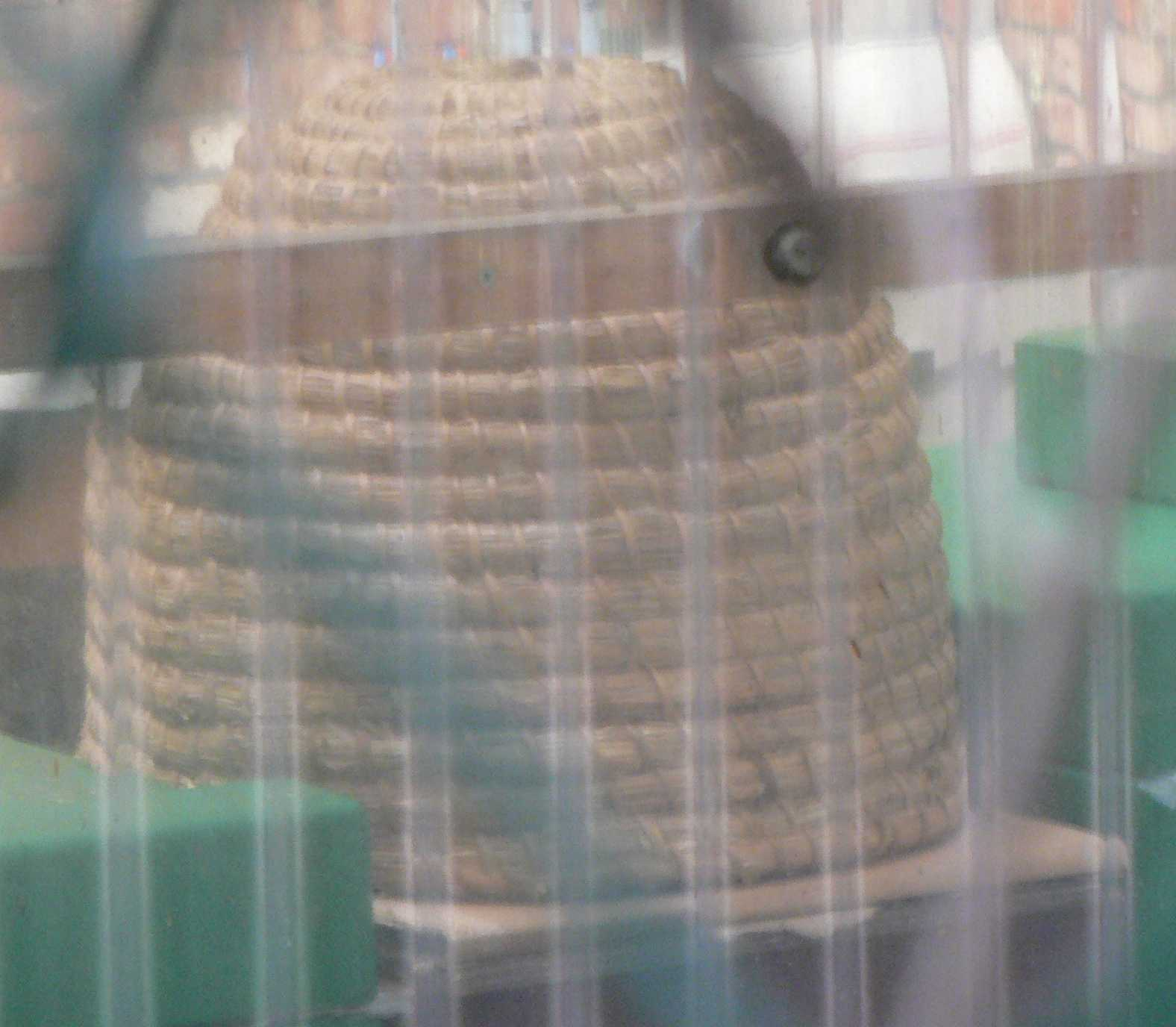
Een bijenkorf van stro
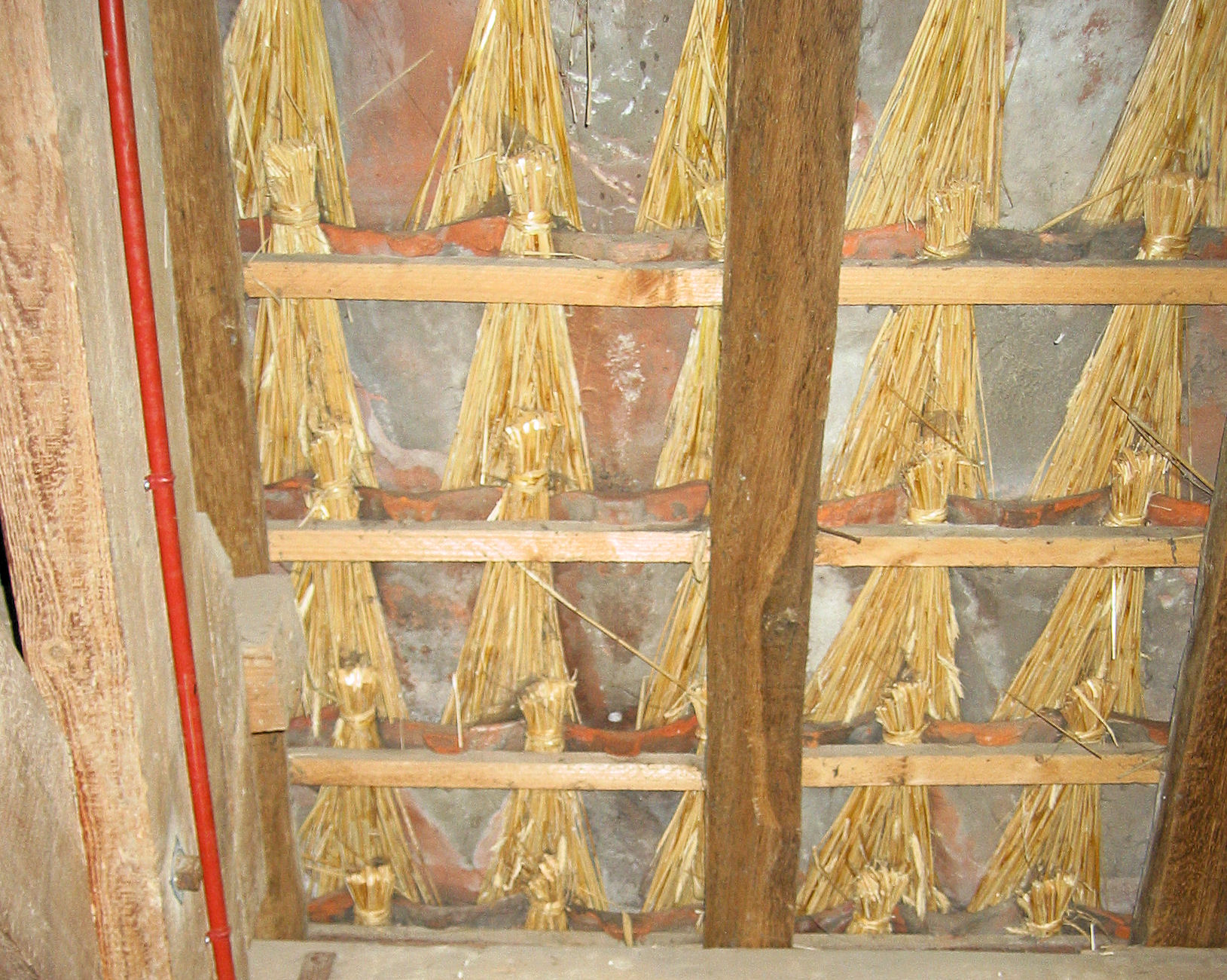
Strodokken onder holle pannen bij de Collse Watermolen
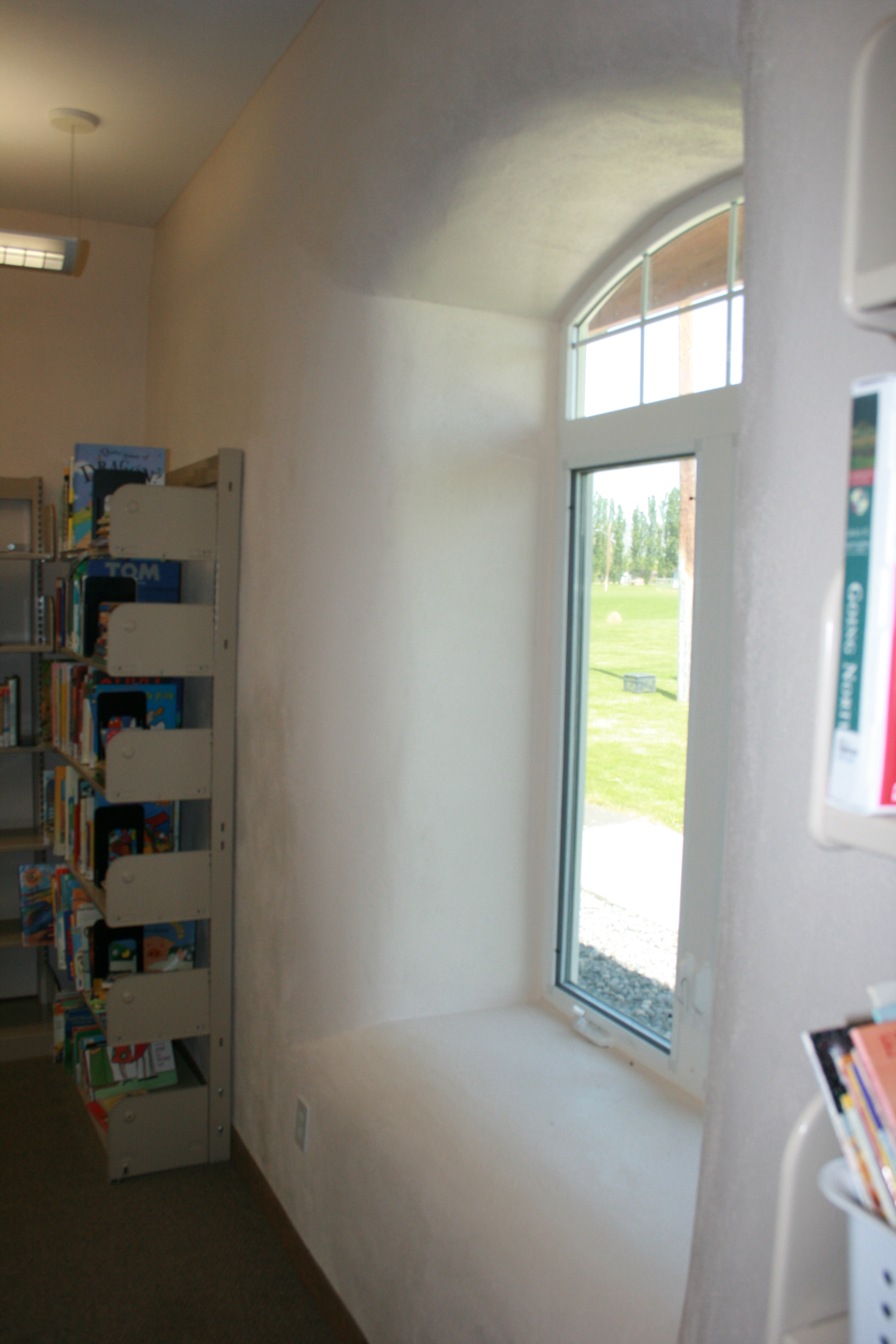
Interieur bibliotheek met strobalenmuur
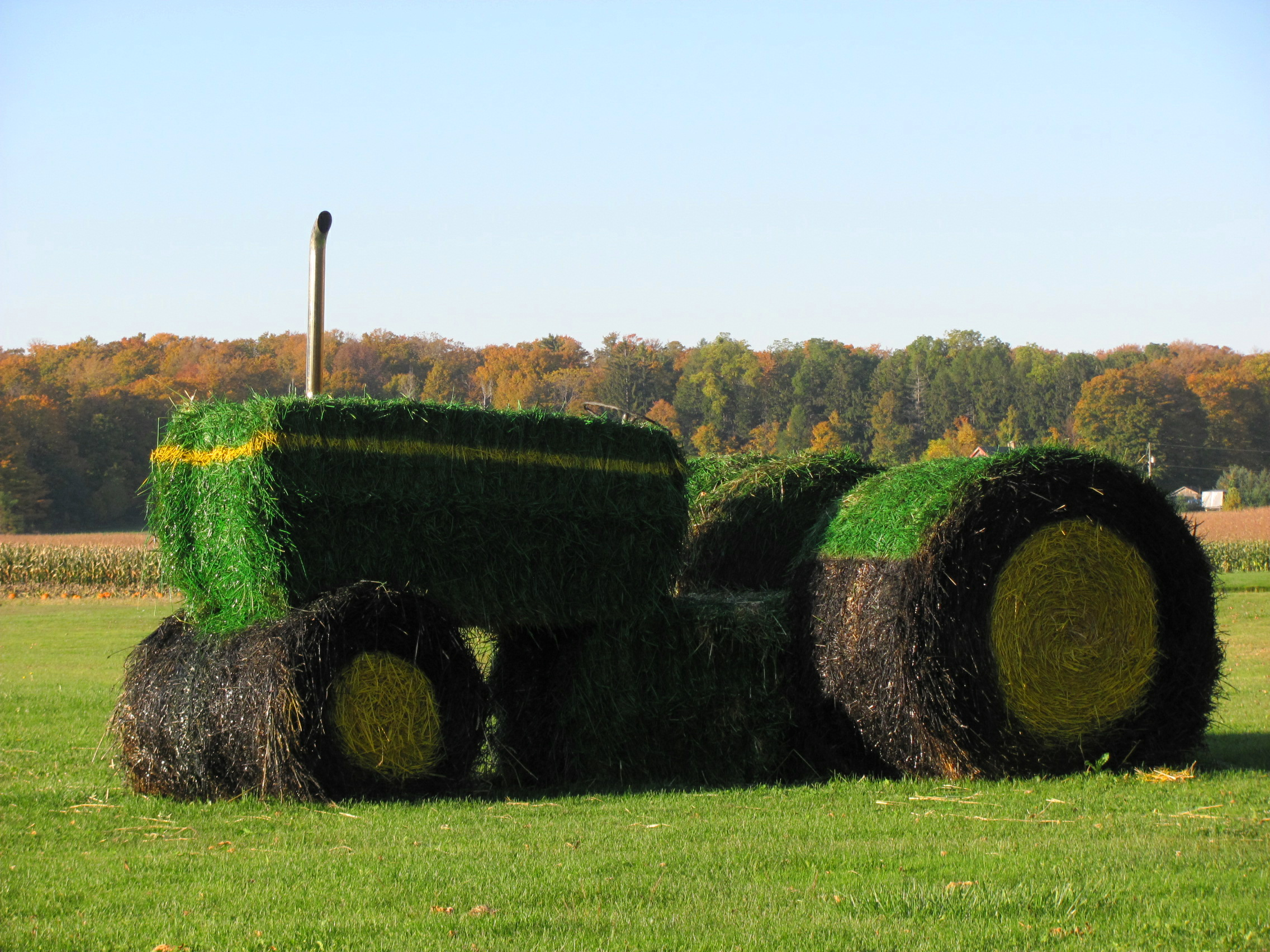
Tractor gemaakt van strobalen